# Jayayakshya Malla

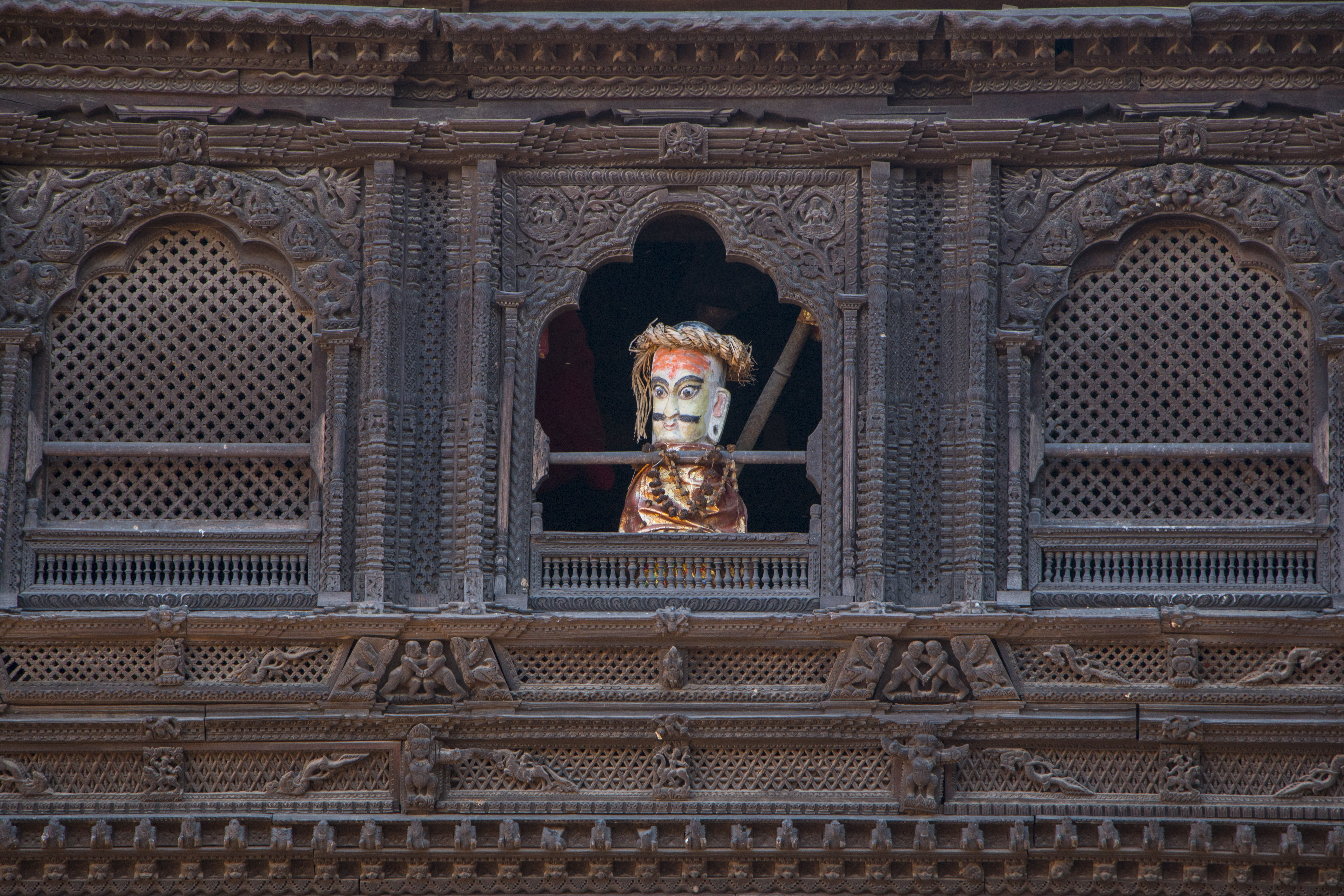

Jayayakshya Malla ou fréquemment, Yakshya Malla (népalais : यक्ष मल्ल), décédé en 1482, est un roi de la dynastie Malla, dans l'actuel Népal, de 1428 à 1482.